# Dombeyoideae
Dombeyoideae je potporodica biljaka, dio porodice sljezovki. Sastoji se od osam rodova, čije vrste rastu poglavito u Aziji, Africi, Madagaskaru i Australiji.

## Rodovi
1. Andringitra Skema
2. Burretiodendron Rehder
3. Cheirolaena Benth.
4. Corchoropsis Siebold & Zucc.
5. Dombeya Cav.
6. Eriolaena DC.
7. Hafotra Dorr, 2020
8. Harmsia K.Schum.
9. Melhania Forssk.
10. Nesogordonia Baill.
11. Pentapetes L.
12. Pterospermum Schreb.
13. Ruizia Cav., endem s Reuniona
14. Schoutenia Korth.